# Universal Volcano Bay
Universal Volcano Bay é um parque aquático temático tropical localizado no Universal Orlando Resort, em Orlando, Flórida. De propriedade e operado pela Universal Destinations & Experiences, o Volcano Bay substituiu o Wet 'n Wild como o único parque aquático do complexo, sendo o terceiro parque temático do resort. Além disso, foi o primeiro parque aquático construído pela Universal Creative, divisão da Universal criada para projetar, desenvolver e produzir atrações temáticas, brinquedos e resorts.
Entre as atrações do Krakatau estão montanhas-russas aquáticas e toboáguas do tipo cápsula. O Krakatau, como ícone central do parque, também aparece no logotipo do Volcano Bay.

## História
Em fevereiro de 2015, os responsáveis pelo Universal Orlando Resort apresentaram planos para uma nova atração aquática a ser construída em sua propriedade, nas proximidades do Cabana Bay Beach Resort. A construção já estava em andamento quando o projeto e seu nome foram oficialmente anunciados em 28 de maio de 2015. Em junho do mesmo ano, foi confirmado que o novo parque aquático substituiria o Wet 'n Wild, que era de propriedade da Universal e foi fechado em 1º de janeiro de 2017.
O Volcano Bay foi erguido dentro do complexo do resort, com um custo estimado de construção de US$ 600 milhões. Os primeiros conceitos artísticos mostraram a inclusão de uma piscina de ondas, um toboágua radical saindo do vulcão central do parque, além de outros toboáguas. Também foram planejados um rio lento e um toboágua de correnteza, embora os responsáveis pelo parque tenham informado que divulgariam a lista completa de atrações em uma data posterior.
Em 21 de junho de 2016, foram divulgados mais detalhes sobre o Volcano Bay, incluindo as atrações iniciais e a data prevista para sua abertura, marcada para 1º de junho de 2017. Em 25 de janeiro de 2017, foi confirmado que a cerimônia de inauguração ocorreria em 25 de maio de 2017. O parque foi oficialmente aberto ao público nesta data.
Nos primeiros meses de operação, o Volcano Bay recebeu avaliações mistas em sites especializados, como Yelp e TripAdvisor. Os visitantes elogiaram o design e a tematização do parque, mas houve críticas ao sistema de reservas e às longas filas para as atrações que podiam ser reservadas. No entanto, alguns visitantes relataram experiências mais positivas ao chegarem cedo ou mais tarde no dia. Um porta-voz do parque afirmou que pesquisas internas indicaram que, de maneira geral, os visitantes estavam satisfeitos com a experiência no local.
Em 23 de janeiro de 2025, foi anunciado o evento Universal Volcano Bay Nights, um evento noturno exclusivo com ingressos separados, que ocorrerá em 19 e 26 de abril, e 3, 10 e 17 de maio de 2025. O evento contará com apresentações ao vivo e encontros com personagens.

## Público
| Ano  | Visitantes |
| ---- | ---------- |
| 2017 | 1.500.000  |
| 2018 | 1.725.000  |
| 2019 | 1.811.000  |
| 2020 | 551.000    |
| 2021 | 1.691.000  |
| 2022 | 1.850.000  |